# Genowefa (Kleczew)
Pour les articles homonymes, voir Genowefa.
Genowefa (prononciation : [ɡɛnɔˈvɛfa]) est un village polonais de la gmina de Kleczew dans le powiat de Konin de la voïvodie de Grande-Pologne dans le centre-ouest de la Pologne.
Il se situe à environ 3 kilomètres à l'est de Kleczew (siège de la gmina), à 16 kilomètres au nord de Konin (siège du powiat) et à 88 kilomètres à l'est de Poznań (capitale régionale).

## Histoire
De 1975 à 1998, le village faisait partie du territoire de la voïvodie de Konin.

Depuis 1999, Genowefa est situé dans la voïvodie de Grande-Pologne.